# Font pública (passeig de Vicenç Bou de Torroella de Montgrí)
La font pública del passeig de Vicenç Bou de Torroella de Montgrí (Baix Empordà) és una obra amb elements neoclàssics inclosa a l'Inventari del Patrimoni Arquitectònic de Catalunya.

## Descripció
L'element es troba integrat a la façana de migdia de l'hospital. Estilísticament segueix les pautes del neoclassicisme.
Es format bàsicament per un cos rectangular adossat al mur, amb una pica sobresortint. A banda i banda de la pica hi ha dues pilastres, amb un entaulament superposat. Damunt l'entaulament hi ha un frontó entretallat, amb motllures i un escut central, de les mateixes característiques que el que hi ha a la font de l'església i també a la façana del Palau Solterra.

## Història
La font del passeig de Vicenç Bou és una de les dues fonts públiques (l'altra està situada al passeig de l'església) que es conserven de la segona meitat del segle xix, quan el marquès de Robert, en habitar el palau dels antics comtes de Solterra i procedir a la captació d'aigua per a ús propi, va disposar la construcció de fonts públiques per a la vila.